# Palamuse
Palamuse (historischer deutscher Name St. Bartholomäi) war eine estnische Landgemeinde im Kreis Jõgeva mit einer Fläche von 216 km².
Palamuse wurde erstmals im Jahre 1234 urkundlich erwähnt. Die Landgemeinde hatte 2496 Einwohner (Stand: 1. Januar 2010). Neben dem Hauptort Palamuse (627 Einwohner) umfasste sie die Dörfer Änkküla, Eerikvere, Ehavere, Imukvere, Järvepera, Kaarepere, Kaiavere, Kassivere, Kivimäe, Kudina, Luua, Mullavere, Nava, Pikkjärve, Praaklima, Raadivere, Rahivere, Ronivere, Sudiste, Süvalepa, Toovere, Vaidavere, Vanavälja, Varbevere und Visusti. Im Zuge der Verwaltungsreform 2017 wurde Palamuse Teil der Landgemeinde Jõgeva.
1895–1899 ging der estnische Schriftsteller Oskar Luts in Palamuse zur Schule, der später mit romanhaften Schulerinnerungen einer der auflagenstärksten Autoren Estlands wurde. Im ehemaligen Schulgebäude ist seit 1987 ein Museum zu seinem Leben und Werk sowie zum estnischen Schulwesen Ende des 19. Jahrhunderts untergebracht. Sehenswert ist außerdem die dem Apostel Bartholomäus geweihte Kirche, eine der ältesten Steinkirchen Estlands, aus dem 13. Jahrhundert. Sie wurde im 15. Jahrhundert im gotischen Stil umgebaut. Der Apostel war Namensgeber für die Gemeinde Palamuse.

## Persönlichkeiten
- Jaan Toomla (1929–2007), Literaturkritiker und Verleger
- Cristel Vahtra (* 1972), Skilangläuferin

## Weblinks

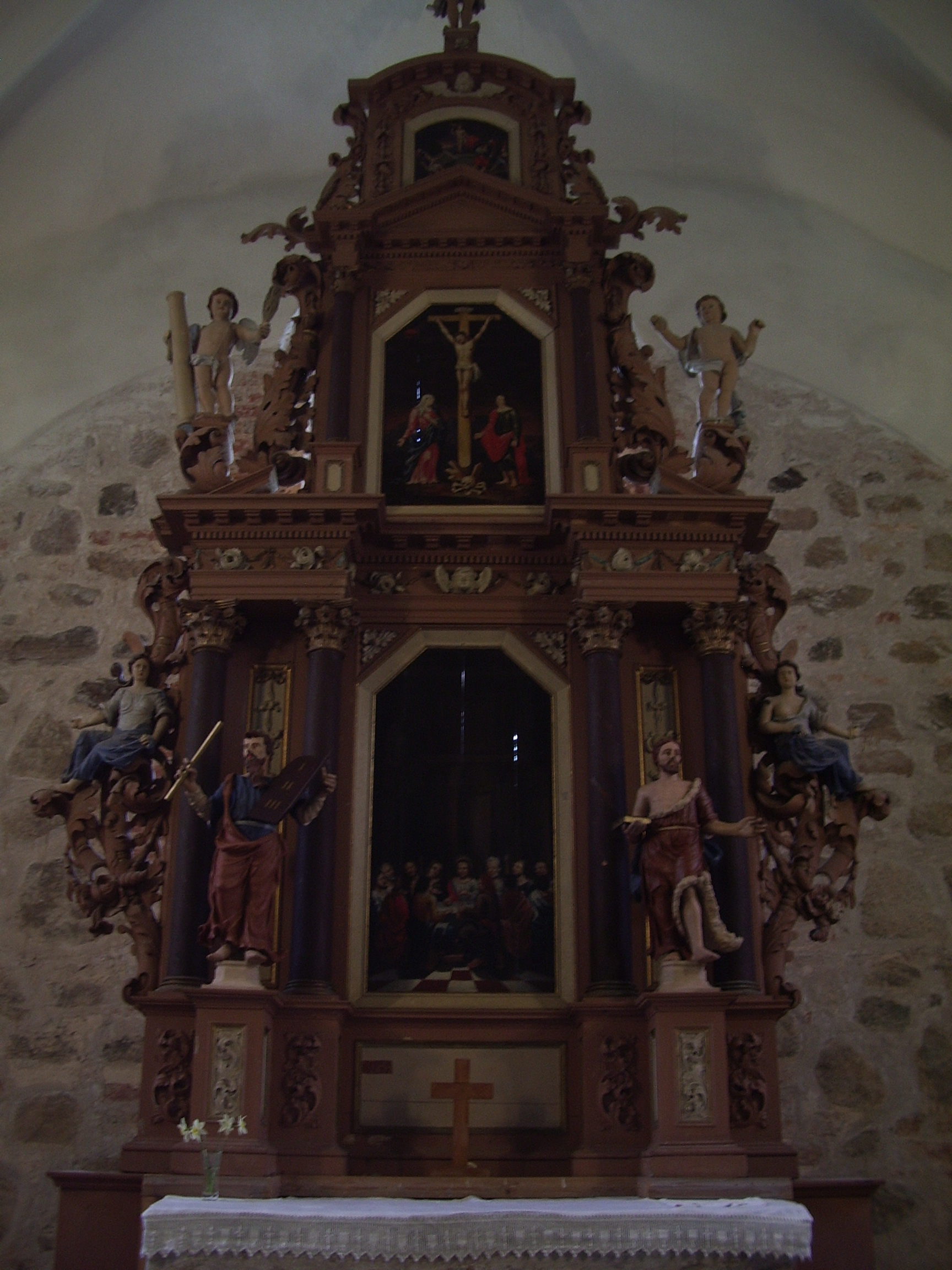
Altarbild der Kirche von Palamuse